# Aashiqui
Aashiqui è un film indiano del 1990 diretto da Mahesh Bhatt.